# 横浜みなと博物館

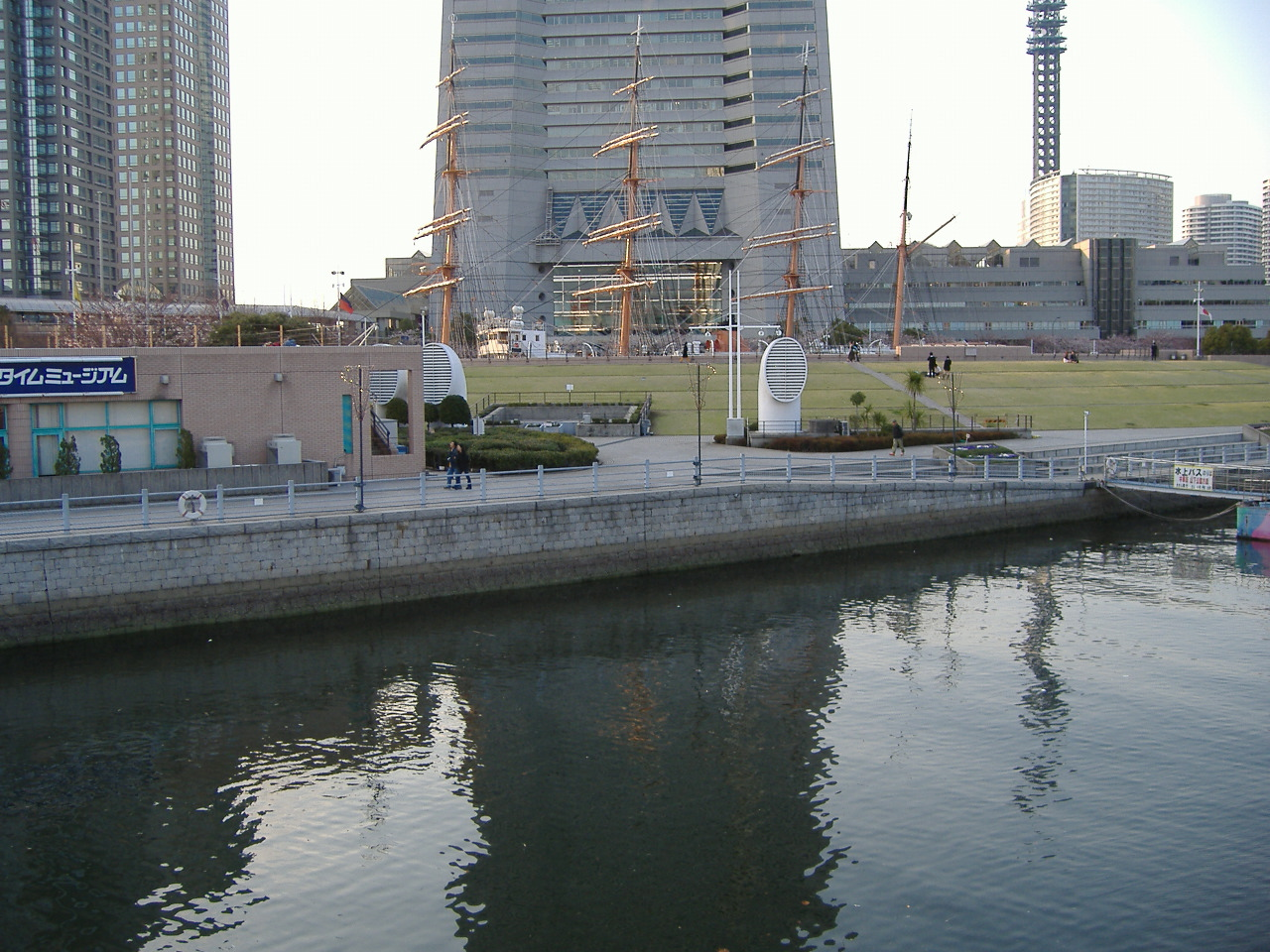
芝生広場の地下が当館、後方の帆船は日本丸（2008年3月）

横浜みなと博物館（よこはまみなとはくぶつかん、英語: Yokohama Port Museum）は、神奈川県横浜市西区みなとみらいの日本丸メモリアルパーク内にある、横浜港をテーマにした海事博物館。旧名称は横浜マリタイムミュージアム。

## 概要
当館開館以前には、横浜市内には1961年開館の横浜海洋科学博物館があった。20年余りを経過し、老朽化や狭隘化から、同館を運営する財団法人横浜海洋科学博物館では1982年12月に移転拡充を主旨とした「21世紀の『船と港のミュージアム』を目指して」と題した将来構想を策定。1983年8月に練習帆船「日本丸」の横浜での保存が決定すると、誘致計画に盛り込まれていた日本丸展示館構想も動き出す。1987年4月に横浜マリタイムミュージアム着工。財団法人横浜海洋科学博物館では、「マリタイムミュージアムは日本丸メモリアルパークとともに帆船日本丸記念財団が管理することが適切であり、当財団は適切な時期に解散する」意向を示した。1988年9月30日、横浜海洋科学博物館は閉館し財団法人横浜海洋科学博物館も解散した。
その半年後の1989年3月25日、横浜博覧会の開催に合わせ、みなとみらい地区（23街区）の日本丸メモリアルパーク内に港湾や船舶を扱う博物館として「横浜マリタイムミュージアム」の名称で開館した。日本丸の雄姿を隠さないよう半地下構造とし、屋上は芝生広場とした。
横浜港開港150周年を期に、横浜港に特化した展示内容へ更新するため2008年秋より半年間休館し、2009年4月24日に「横浜みなと博物館」と名称を改め再開館した。また、2018年3月27日には当館内（約150m2）に常設展示室「柳原良平アートミュージアム」を開設している（入館料金等は当館と共通）。なお、当館の総展示スペースは地上1階地下1階、2,500m2である。
2021年6月7日からリニューアル工事のため約一年間休館し、2022年6月28日にリニューアルオープンを迎えた。今回のリニューアルに伴い、新たなエリアを設けるほか、プロジェクションマッピングによる演出、さらに体験型コンテンツ（VRシアター）の導入、ガントリークレーンシミュレーターの設置など展示内容も大幅に更新している。

## 展示内容
横浜港の歴史ゾーン（常設展示）
黒船来航以来の横浜港の歴史に関する展示がある。
2022年のリニューアルでは、模型と大型スクリーンによる映像展示「横浜開港」やガントリークレーンシミュレーターなどを設置している。
横浜港の再発見ゾーン（常設展示）
横浜港に関する様々な展示や操船シミュレーターなどがある。
2022年のリニューアルでは、新たなエリア「埋立と築港の技術と歴史」やVRシアター「みなとカプセル」などを設置しており、その他のエリアの展示内容も大幅に更新されている。
柳原良平アートミュージアム（常設展示）
「船」や「港」などをテーマとした柳原良平の作品を50点ほど展示（展示内容を年に数回切替）。
ライブラリー
海事専門図書館。専門書や児童書、雑誌、映像資料などを所蔵している。蔵書類の館外貸出は行っていない。ライブラリーのみ利用する場合は入館料不要で、利用料100円のみで利用可能。
特別展示室
年に数回の企画展（展覧会）などを開催するスペース。

## 所在地・交通
- 東日本旅客鉄道根岸線・横浜市営地下鉄ブルーライン 桜木町駅から徒歩約8分